# Monophadnoides geniculatus
Monophadnoides geniculatus – gatunek błonkówki z rodziny pilarzowatych.

## Zasięg występowania
Gatunek ten występuje w Ameryce Północnej i Eurazji, w Europie szeroko rozpowszechniony.

## Budowa ciała
Gąsienice osiągają do 14 mm długości. Ciało pokryte licznymi, rozgałęzionymi, białymi kolcami. Ubarwienie zielone do ciemnozielonego. Głowa zielonkawożółta.
Imago osiągają 5–6 mm długości. Ciało krępe. Ubarwienie w większości czarne.

## Biologia i ekologia
Gatunek pospolity, związany z roślinami z rodzaju wiązówka i kuklik, spotykany również na jeżynach.
W ciągu roku występuje jedna generacja. Imago spotyka się w maju i na początku czerwca. Jaja składane są na spodniej stronie liścia roślin żywicielskich. Gąsienice żerują od końca maja do początku lipca, wygryzając w liściach duże, nieregularne dziury. Przepoczwarczenie następuje w ziemi, imago pojawiają się dopiero na wiosnę następnego roku.

## Znaczenie dla człowieka
Uważany za szkodnika w zieleni ozdobnej i na plantacjach. Jego silne żerowanie może powodować osłabienie roślin i zmniejszenie atrakcyjności ich wyglądu.